# Opłytna
Opłytna (ukr. Оплітна) – wieś na Ukrainie w rejonie lwowskim (wczesniej w rejonie żółkiewskim) obwodu lwowskiego.

## Historia
Pod koniec XIX w. wieś w powiecie żółkiewskim.